# George Mitchell (pallanuotista)
George Frederick Mitchell (San Francisco, 23 aprile 1901 – Alameda, 3 novembre 1988) è stato un pallanuotista statunitense.
Ha partecipato ai Giochi di Parigi 1924, dove ha vinto la medaglia di bronzo, ed ai Giochi di Amsterdam 1928, dove ha raggiunto il 5º posto.